# レモントゥズ
レモントゥズ（トルコ語：LİMON TUZU ）とは、クエン酸である。トルコの酸味料として販売されピクルスやジャムなどの酸化防止剤に使われる他、やかんやポッドに付いたミネラル析出物を溶かして洗浄するのにも使われる。
作り方は発酵レモンジュースをゆっくり沸騰させて、炭酸カルシウムを混ぜて結晶化させる事で得られる。